# Maisi fisheri
Maisi fisheri – gatunek chrząszcza z rodziny kózkowatych i podrodziny zgrzypikowych. Jedyny przedstawiciel rodzaju Maisi.

## Zasięg występowania
Gatunek ten występuje na Kubie.